# Смърт (Светът на диска)

## Описание
Смърт (на английски: Death, но в случая идва от The Reaper) е фантастичен герой от поредицата на Тери Пратчет Светът на диска. Той представлява пародия на няколко други персонификации на смъртта. Образът на Смърт е събирателно от всички представи на всички представители на живия свят, като той е скелет с дълго черно наметало с качулка, държащ коса, но за разлика от повечето антропоморфни персонификации, той притежава човешки качества или се стреми да ги притежава. Смърт е един от петте конника на апокалипсиса (Хаос, Мор, Война и Глад), представени в Крадец на време.
Работата на Смърт е да прибира душите на живите същества в момента преди смъртта, а не да ги убива. Не се налага лично да ходи за всяка душа, както не се налага на министър-председателя да ходи при всеки избирател. Смърт посещава само значимите личности, като за кралските особи и висшите духовници не ползва косата, а меч.
Смърт е един от най-популярните герои в Света на диска и участва в повечето от романите. Той язди бял кон, наречен Бинки, който е твърде жив и реален, като се е отказал от огнените коне или конете скелети поради техните странични ефекти. В книгите от поредицата неговите реплики са изписани изцяло с главни букви. В първата книга „Цветът на магията“ и местоименията, които се отнасят пряко до него са изписани с главна буква, но в следващите книги това е премахнато като единствените местоимения с главна буква са тези, които се отнасят до боговете.
Гласът на Смърт звучи някак... окончателно. Като надгробна камбана. Също така той по дефиниция знае всичко – спомня си както миналото, така и бъдещето, и е последна инстанция по всички възможни въпроси.

## Личност
Смърт изпълнява съвестно своята работа, но не е жесток. Гледа на своята работа като на необходима обществена служба. Обича котки (които го виждат по всяко време) и къри (въпреки че не му се налага да яде). Живее (въпреки че не му се налага да живее някъде) в допълнително измерение, наречено Домът на Смърт. В това измерение се намира къщата му (въпреки че къща не му е необходима), която изглежда точно както къщата на някое семейство от средната класа, само че изцяло в черно. В измерението се намира и градината, която той сам е измислил и която е черно-бяла.
Доста подробности из къщата и градината са измислени от някой, който е искал да прилича на човек, но нещо на моменти му се губи. Кърпите в банята (а и канализацията ѝ примерно) не са подходящи за лица, за които къпането се отнася. Часовникът винаги показва единственото време, което вълнува Смърт – „Твърде късно!“. И т.н.
Смърт е очарован от човечността, въпреки работата която върши – или може би точно поради нея. В един момент той стига дотам да си осинови момиченце – Изабел. И доколкото наследствеността е резултат далеч не само на гените, Изабел (а и дъщеря ѝ Сюзън) са взели по нещичко от него. Примерно умението да не ги забелязват, когато не искат. А в случая със Сюзън – понякога и коня и косата му. Назаем естествено, и по задължение.

## Други герои
След като Смърт е преместен от Ревизорите и след това се завръща там се намират неговите части (Смърт на всички видове животни). Той се обединява с тях, но въпреки това оставя една своя част – Смърт на плъховете да съществува самостоятелно. Главна причина за което е, че в Анкх-Морпорк на всяка секунда умират стотици плъхове. Те са основното меню в кръчмите на града, посещавани често от джуджета.

### Връзки и взаимоотношения
Изабел, осиновената дъщеря на Смърт за пръв път участва в романа „Фантастична светлина“ и има основна роля в книгата „Морт“, където Морт става асистент на Смърт и по-късно се жени за Изабел. От техния брак се ражда момиче – Сюзън Сто Хелит.
Сюзън замества дядо си в изпълнението на задълженията му първо в „Музика на душата“, а след това и в книгата „Дядо Прас“. Смърт е в особени взаимоотношения със Сюзън, защото всеки от тях си няма никого другиго на света.
В дома на Смърт живее и помощникът на Смърт – Албърт, всъщност велик магьосник, който е прибран там от Смърт три месеца преди да умре. Понеже в собственото измерение на Смърт времето не е от значение, Албърт може да си позволи да стои извън него само за времето, съдържащо се в тези три месеца.
Конят на Смърт – Бинки е напълно нормален, жив кон. По информация от книгите, преди това Смърт е опитал със скелети на коне, но му се налагало непрекъснато да спира и да връзва с тел изпаднали кокали. Друг негов опит е бил с огнен кон, който подпалил конюшната.

## Друга информация
В две от анимационните адаптации на „Музика на душата“ и „Посестрими в занаята“ от 1996 г. гласът на Смърт е озвучен от Кристофър Лий.